# Gamasiphis appendicularis
Gamasiphis appendicularis är en spindeldjursart som beskrevs av Wolfgang Karg 1993. Gamasiphis appendicularis ingår i släktet Gamasiphis och familjen Ologamasidae. Inga underarter finns listade i Catalogue of Life.